# 科塔芒格阿拉姆
科塔芒格阿拉姆（Kothamangalam），是印度喀拉拉邦Ernakulam县的一个城镇。总人口37169（2001年）。

## 人口
该地2001年总人口37169人，其中男性18407人，女性18762人；0—6岁人口3710人，其中男1932人，女1778人；识字率84.39%，其中男性为85.79%，女性为83.02%。